# Hostal Comtes d'Urgell
Hostal Comtes d'Urgell és una obra de Lleida inclosa a l'Inventari del Patrimoni Arquitectònic de Catalunya.

## Descripció
És un edifici hoteler concebut com un únic volum, situat a l'entrada de Lleida, retranquejant-se dues vegades i deixant clar què és la planta d'entrada, les dues plantes de serveis i les tres d'apartaments. Té una composició d'obertures quadrades repetitiva i projectant-se cap a l'exterior a tall de tribuna. Un corredor distribueix als apartaments. La façana és aplacada de pedra.

## Història
L'edifici vell es troba a prop d'aquest.